# Легат легіону

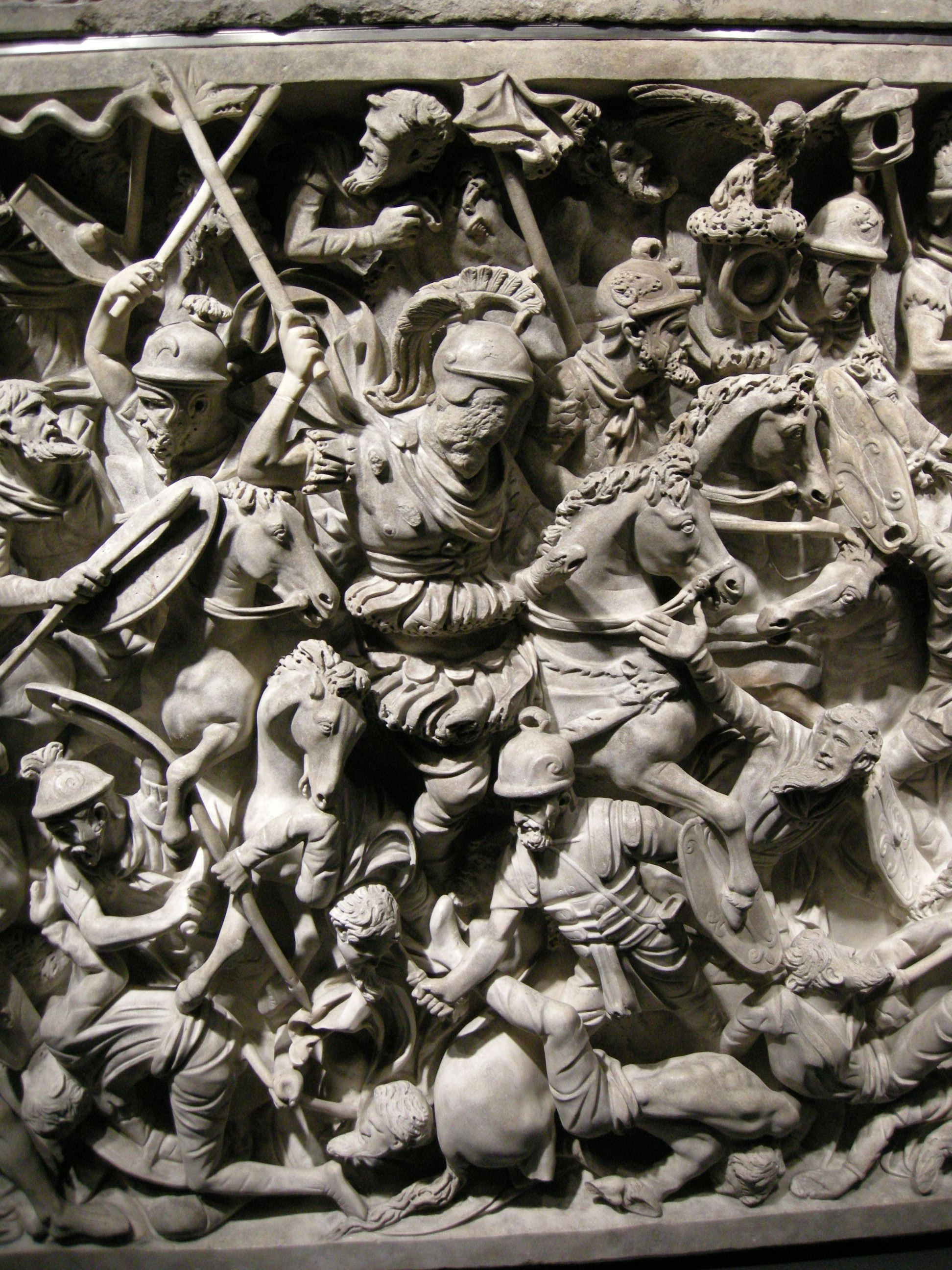
Легат легіону Legio III Augusta Аулус Юлій Попілій, зображений у битві (саркофаг Портоначчо)

Лега́т легіону (лат. legatus legionis) — старший офіцер легіону у римській армії у пізній Республіці та Імперії

## Передісторія
Легатами у ранній Римській республіці були посланці сенату до воєначальника (консула або претора), що перебував на чолі війська поза межами міста Рим. Ці посланці не були пов'язані з наперед визначеною військовою посадою і їх обов'язки мали тимчасовий характер та визначалися головнокомандувачем на місці.

## Пізня республіка та імперія
У пізній Республіці I ст. до н. е. легат отримував командування легіоном за делегуванням від консула або проконсула, до якого був приписаний легіон. Такі делегації стали звичайною практикою, коли кількість легіонів, що діяли під одним командуванням, збільшилася. Юлій Цезар і Помпей призначили легатів для кожного з легіонів під їхньою юрисдикцією.
При Августі організація постійної армії інституціоналізувала функцію легату легіону. Це було доручено сенатору, спочатку колишньому квестору або колишньому едилу, а потім наприкінці періоду династії Юліїв-Клавдіїв сенатору преторського рангу, тобто колишньому претору, більш вищому у cursus honorum. У виконанні функцій легата йому допомагає штат, сформований з військового трибуна латиклава, такого ж сенатора, як і він сам, і п'яти військових трибунів Августа, вершників за походженням і як правило з більшим військовим досвідом.
Посада легата легіону була найважливішою у сенаторській кар'єрі після претора і перед консульством. Легату легіону призначалось командувати легіоном у провінції, якщо в цій провінції розміщено кілька легіонів. У провінціях, зайнятих одним легіоном, командування цим підрозділом підпадає під юрисдикцію легата Августа пропретора.
Коли у III столітті збільшилася кількість воєн, легатів легіону сенаторського походження замінили на чолі легіонів більш досвідченими командирами з еквітів. Галлієн завершив цей розвиток, виключивши сенаторів із військового командування, що поклало край функції легату легіону

### Довідники
- Legatus // Реальный словарь классических древностей / под ред. членов Общества классической филологии и педагогики Любкер Ф., Ф. Гельбке, Л. Георгиевского, Ф. Зелинского, В. Канского, М. Куторги и П. Никитина. — СПб., 1885. — С. 727—728.(нім.)(рос.)
- Легаты, у римлян // Энциклопедический словарь : в 86 т. (82 т. и 4 доп.) / под ред. К. К. Арсеньева и Ф. Ф. Петрушевского. — СПб. : Ф. А. Брокгауз, И. А. Ефрон, 1896. — Т. XVII (33) : Култагой — Лёд. — С. 451—452. (рос.)

### Книжки
- Michel Christol et Daniel Nony, Rome et son empire, des origines aux invasions barbares, Paris, Hachette, 2003 (1re éd. 1974), 300 p. (ISBN 2-01-145542-1).(фр.)
- L. Keppie, The Making of the Roman Army, from Republic to Empire, 1984.(англ.)
- François Jacques et John Scheid, Rome et l'intégration de l'Empire (44 av. J.-C. — 260 apr. J.-C.) Tome 1, PUF, coll. " Nouvelle Clio, l'histoire et ses problèmes ", 2010 (1re éd. 1999), 480 p. (ISBN 978-2-13-044882-2).(фр.)
- E. B. Thomasson, Legatus: Beiträge zur römischen Verwaltungsgeschichte, Stockholm-Göteborg, 1991.(нім.)